# Tony Genaro
Anthony Genaro Acosta (Gallup, 15 de octubre de 1942-Hollywood, 7 de mayo de 2014), conocido profesionalmente como Tony Genaro, fue un actor de cine y de teatro estadounidense. Es conocido, sobre todo, por su papel de Miguel en la saga de películas de Temblores. Se alistó en el ejército a los 14 años después de mentir sobre su edad. Se unió a la Compañía teatral de San Diego después de abandonar el ejército, muchas veces como antagonista de Carl Weathers.

## Filmografía
| Año  | Título en español                 | Título en original            | Director                        |
| ---- | --------------------------------- | ----------------------------- | ------------------------------- |
| 1972 | Bunny O'Hare                      | Bunny O'Hare                  | Gerd Oswald                     |
| 1972 | Wacky Taxi                        | Wacky Taxi                    | Alexander Grasshoff             |
| 1987 | La Bamba                          | La Bamba                      | Luis Valdez                     |
| 1988 | Un lugar llamado Milagro          | The Milagro Beanfield War     | Robert Redford                  |
| 1990 | Temblores                         | Tremors                       | Ron Underwood                   |
| 1991 | Una rubia muy dudosa              | Switch                        | Blake Edwards                   |
| 1991 | Ted & Venus                       | Ted & Venus                   | Bud Cort                        |
| 1992 | Quédate conmigo                   | The Waterdance                | Neal Jimenez, Michael Steinberg |
| 1992 | Análisis final                    | Final Analysis                | Phil Joanou                     |
| 1992 | Equinox                           | Equinox                       | Alan Rudolph                    |
| 1993 | Corazones y almas                 | Heart and Souls               | Ron Underwood                   |
| 1994 | Sin palabras                      | Speechless                    | Ron Underwood                   |
| 1995 | Camino sin retorno                | Scorpion Spring               | Brian Cox                       |
| 1995 | Lone Justice 2                    | Lone Justice 2                | Jack Bender                     |
| 1996 | Jóvenes y brujas                  | The Craft                     | Andrew Fleming                  |
| 1996 | Phenomenon                        | Phenomenon                    | Jon Turteltaub                  |
| 1996 | The Big Squeeze                   | The Big Squeeze               | Marcus DeLeon                   |
| 1998 | La máscara del Zorro              | The Mask of Zorro             | Martin Campbell                 |
| 1998 | Mi gran amigo Joe                 | Mighty Joe Young              | Ron Underwood                   |
| 2000 | El precio de la gloria            | Price of Glory                | Carlos Ávila                    |
| 2000 | Tras la sospecha                  | Auggie Rose                   | Matthew Tabak                   |
| 2001 | Menudo bocazas                    | Double Take                   | George Gallo                    |
| 2001 | Temblores 3: Regreso a Perfección | Tremors 3: Back to Perfection | Brent Maddock                   |
| 2001 | My Father's Camera                | My Father's Camera            | Karen Shopsowitz                |
| 2003 | Ejecutivo agresivo                | Anger Management              | Peter Segal                     |
| 2005 | Sueño                             | Sueño                         | Renée Chabria                   |
| 2005 | Pissed                            | Pissed                        | Jaime Gomez                     |
| 2006 | World Trade Center                | World Trade Center            | Oliver Stone                    |
| 2009 | Blue                              | Blue                          | Ryan Miningham                  |
| 2009 | El solista                        | The Soloist                   | Joe Wright                      |
| 2010 | Boyle Heights                     | Boyle Heights                 | Francisco Aragón                |
| 2011 | Coming & Going                    | Coming & Going                | Edoardo Ponti                   |